# Melaenornis chocolatinus
El papamoscas chocolate (Melaenornis chocolatinus) es una especie de ave paseriforme de la familia Muscicapidae endémica de Etiopía y Eritrea.

## Descripción
El papamoscas chocolate mide alrededor de 16 cm de largo. El macho tiene el plumaje de las partes superiores de color pardo grisáceo y las inferiores blanquecinas, con cierto tono canela en el pecho. La hembra presenta menos contraste en su plumaje, siendo sus partes superiores marrones y más claras las inferiores.

## Taxonomía
Fue descrito científicamente por el naturalista alemán Eduard Rüppell en 1840. Anteriormente se clasificaba en el género Dioptrornis. Se reconocen dos subespecies:
- M. c. chocolatinus - se encuentra en Eritrea y el norte y centro de Etiopía;
- M. c. reichenowi - sente en el oeste de Etiopía.